# Hillel Kook
Hillel Kook, pseud. Peter H. Bergson (hebr.: הלל קוק, ur. 24 lipca 1915 na Litwie, zm. 18 sierpnia 2001) – izraelski polityk, w latach 1949–1951 poseł do Knesetu z listy Herutu. Przywódca Grupy Bergsona
W wyborach parlamentarnych w 1949 po raz pierwszy i jedyny dostał się do izraelskiego parlamentu.